# Dwudziesty rząd Izraela
Dwudziesty rząd Izraela – rząd Izraela, sformowany 10 października 1983, którego premierem został Icchak Szamir z Likudu. Rząd został powołany przez koalicję mającą większość w Knesecie X kadencji, po rezygnacji premiera Menachema Begina stojącego na czele poprzedniego rządu tej koalicji. Funkcjonował do 13 września 1984, kiedy to powstał rząd premiera Szimona Peresa.